# Expérience de Meselson et Stahl

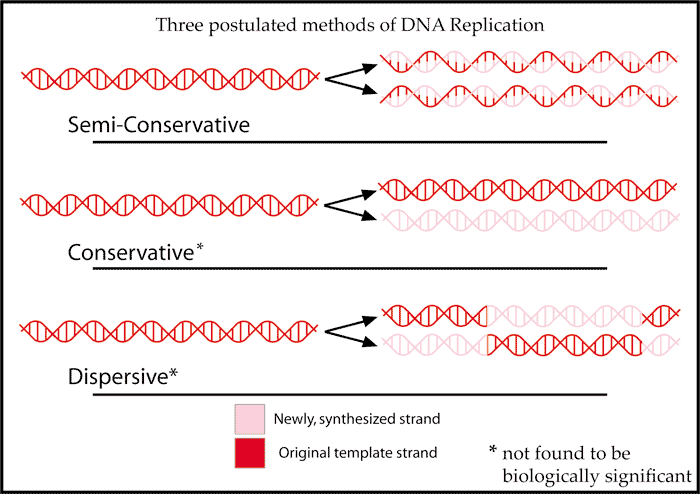
Les trois modèles proposés pour la réplication de l'ADN

L'expérience de Meselson et Stahl est une expérience réalisée pour la première fois en 1958 par Matthew Meselson et Franklin Stahl, qui démontra la réplication semi-conservative de l'Acide désoxyribonucléique. Cela signifie que, lors de la réplication de la double hélice, chacune des deux nouvelles hélices est constituée d'un brin néo-formé et d'un brin issu de la double hélice d'origine.

## Les modèles de réplication de l'ADN
Pour la réplication de l'ADN, trois modèles ont été proposés : 
- La réplication conservative : à partir d'une molécule d'ADN bicaténaire "mère", on forme une nouvelle molécule d'ADN bicaténaire totalement néo-formée.
- La réplication semi-conservative : Chacun des deux brins de la molécule d'ADN bicaténaire "mère" sert de matrice pour la formation d'un nouveau brin complémentaire. Chaque nouvelle molécule "fille" ne conserve donc que la moitié de la molécule "mère".
- La réplication dispersive : Aucun brin ne reste intact, les nouveaux brins sont constitués à la fois d'ADN de la molécule mère et d'ADN néo-formé.

## Description de l'expérience

Résultat des centrifugations en fonction du nombre de génération en milieu ^{14}N

L'azote est un constituant majeur de l'ADN. L'azote14 (14N) en est, de loin, l'isotope le plus répandu sur terre, contrairement à l'azote15 (15N) considéré comme lourd. Ce dernier n'est pas radioactif, juste plus lourd que l'isotope commun, car il contient un neutron supplémentaire. 
Des bactéries Escherichia coli sont cultivées dans un milieu comportant du 15N. Lorsque l'ADN est extrait de ces cellules puis centrifugées sur un gradient salin de densité, l'ADN migre jusqu'au point où sa densité est égale à celle de la solution saline.

Après cela, les souches d'E. Coli préalablement cultivées en milieu comportant du 15N, sont remises dans un milieu normal, comportant du 14N, le temps d'une unique division cellulaire. L'ADN de ces bactéries est ensuite extrait puis centrifugé pour comparer les résultats. Sa densité s'avère être intermédiaire. Si la réplication avait été conservative, il serait apparue une quantité équivalente d'ADN lourd et d'ADN léger, mais pas d'ADN hybride de densité intermédiaire, excluant ainsi la réplication conservative. 

Le résultat pouvait cependant correspondre à une réplication soit dispersive, soit semi-conservative. Dans ces deux modèles, l'ADN étant constitué d'une quantité équivalente d'azote lourd et d'azote léger, responsable d'une densité intermédiaire.
Dans la suite de l'expérience, des cellules cultivées en milieu contenant du 15N, sont ensuite cultivées en milieu normal 14N, le temps de deux cycles cellulaires. Le résultat obtenu est une quantité équivalente d'ADN de deux densités. L'une correspondant à l’ADN de densité intermédiaire retrouvé lors de la précédente partie de l'expérience, l'autre correspondant à des cellules cultivées exclusivement en milieu contenu du 14N. Ce résultat permet d’exclure le modèle dispersif qui aurait donné une densité intermédiaire, inférieure à celle des cellules s'étant divisées une seule fois, mais supérieure à celle des cellules cultivées exclusivement en milieu contenu du 14N, la quantité 15N étant répartie sur de plus en plus de brins d'ADN. 
Le résultat de ces expériences concorde avec le modèle semi-conservatif de la réplication de l'ADN, la proportion d'ADN léger augmentant avec le nombre de générations s'étant divisées dans le milieu contenu du 14N.